# The Greatest Hits: Don't Touch My Moustache
The Greatest Hits: Don't Touch My Moustache è un album di raccolta del gruppo musicale statunitense Hoobastank, pubblicato nel 2009 in Giappone.

## Tracce
1. Just One – 3:22
2. Born to Lead – 3:53
3. Running Away – 3:01
4. I Don't Think I Love You – 3:40
5. Inside of You – 3:14
6. So Close, So Far – 3:18
7. My Turn – 3:11
8. Out of Control – 2:45
9. Same Direction – 3:17
10. The Reason – 3:56
11. If Only – 3:28
12. If I Were You – 4:23
13. Remember Me – 3:37
14. Crawling in the Dark – 2:59
15. Disappear – 5:05
16. The Letter (feat. Vanessa Amorosi) – 4:00
17. Did You – 3:20
18. Connected – 2:42
19. The Reason (Acoustic Version) – 3:52
20. Running Away (Live 9-29-8 The Wiltern Los Angeles) – 3:32